# رحلة السيرافي
رحلة السيرافي هي رحلة سليمان التاجر إلى الصين والهند تلقاها مؤرخ جغرافي هو أبو زيد السيرافي، ونقلها عنه ومحّص روايتها وأضاف إليها معلومات كثيرة حول الصين نقلها عن ابن وهب القرشي الذي سافر إلى الصين في سنة 257 هـ / 870 م. ويبدو أن أبا زيد وضع اسم «أخبار الصين والهند» على مدونات السيرافي بعد إضافته معلومات ابن وهب.
نشاهد في هذا الكتاب قصصا عن بحر يأجوج ومأجوج (بحر الهند) وأنواع سمكها والخليج العربي وما بحواليه من مدن والبحار المتفرعة من بحر الهند وسري لنكا ومحل هبوط آدم  والمعادن الثمينة الموجودة فيه والسمك الآكل للحوم البشر ومعلومات حول الصين ووصف ملوك الهند والصين ودين أهل الصين ومذهبهم وعلوم الصينيين والهنود والجغرافية الطبيعية للصين والهند وعجائب مملكة الزنج ومدينة حلب والروم وحماة وحمص ودمشق وصرخد وبعلبك وبصرى والبلاد الجزرية.

## نسخ الكتاب
توجد نسخة فريدة وحيدة من الكتاب محفوظة في مكتبة باريس الأهلية، وقد أضاف إليها النّساخ مقدمة لا علاقة لها بمحتويات الكتاب، وزاد المشكلة تعقيداً أن المخطوطة تحمل عنواناً غير مناسب على الإطلاق، ولا يتفق مع موضوع الكتاب، هو عنوان) سلسلة التواريخ (وقد صدرت طبعة رينو سنة 1811 م تحمل هذا العنوان.

## أهمية الكتاب
يعتبر الكتاب من المصادر العربية الهامة التي تحدثت عن الصين. ولأهمية رحلة التّاجر سليمان فقد استوقف هذا الأثر أنظار كبار المستشرقين في القرن الثامن عشر فظهرت له منذ عام 1718 م ترجمة فرنسية، وكانت هذه الترجمة مدعاة إلى اختلاسها وإضافة أشياء من قبل بعض المغامرين ونسبتها إلى أنفسهم. ويعود الفضل في دراسة هذه الرحلة وتحقيق نصوصها إلى المستشرق الفرنسي رينو، ثم جاء بعده المستشرق الفرنسي أيضاً فيرن وأعاد تحقيقها وترجمها بمنهجيّة تذكر له.
ثم عثر في السنوات الأخيرة الببليوغرافي التركي الشهير، فؤاد سزغين خلال دراساته على نسخة أكمل من هذا الكتاب وطبعها في ضمن النصوص العربية النادرة.
وأما الكتاب الحاضر فقد طبع بالاستناد إلى نسخة باريس في أبو ظبي من قبل «المجمع الثقافي» عام 1999 م بقطع رقعي وغلاف ورقي في 139 صفحة، بتحقيق عبد الله الحبشي.
وقد ترجم هذا الأثر إلى الفارسية تحت عنوان «سلسلة التواريخ» أو «أخبار الصين والهند» بواسطة الدكتور حسين قرجانلو وطبع في سنة 2003 م من قبل «منشورات أساطير».
المصادر
1- مقدمة محقق الكتاب، عبد الله الحبشي وكذا مقدمة المترجم الدكتور حسين قرجانلو.
2- تاريخ الكتب الجغرافية في العالم الإسلامي، كراتشكوفسكي.

## وصلات خارجية
تحميل كتاب السيرافي